# Pfarrkirche zur Ehre Gottes (Bernsbach)

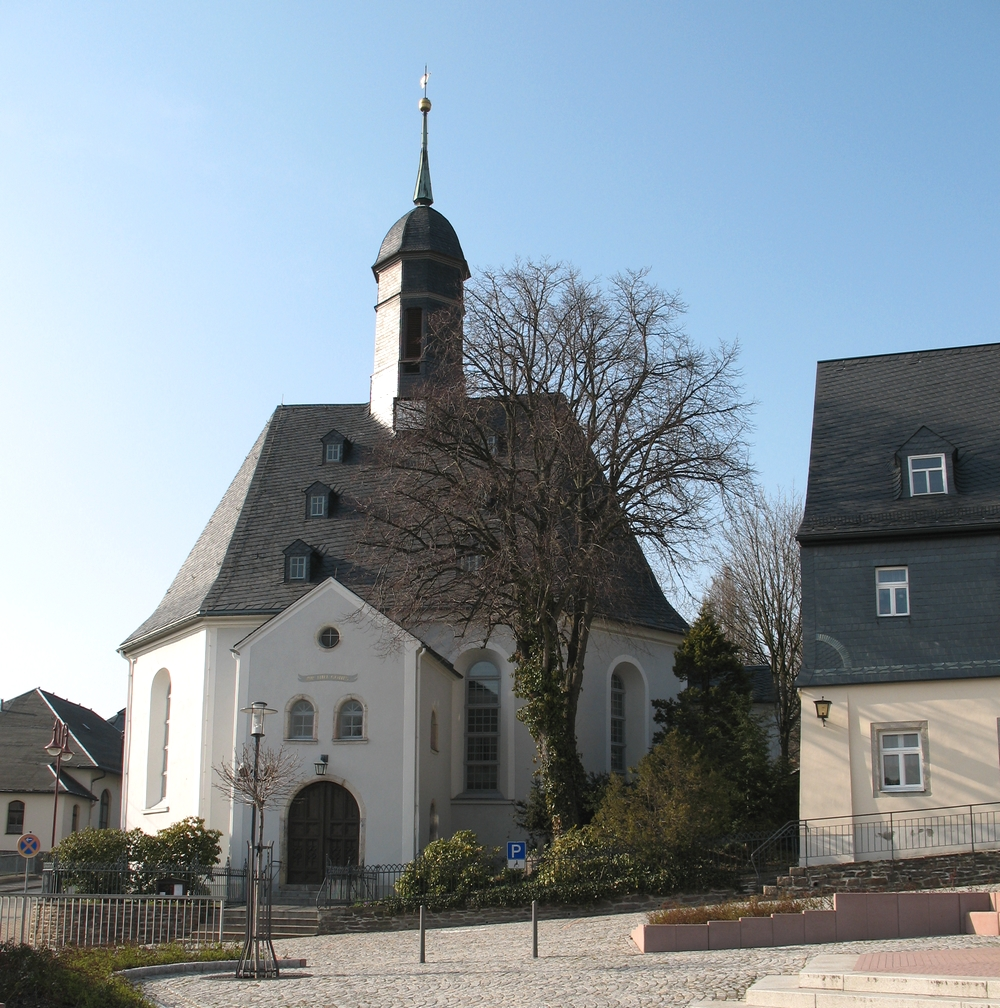
Pfarrkirche zur Ehre Gottes

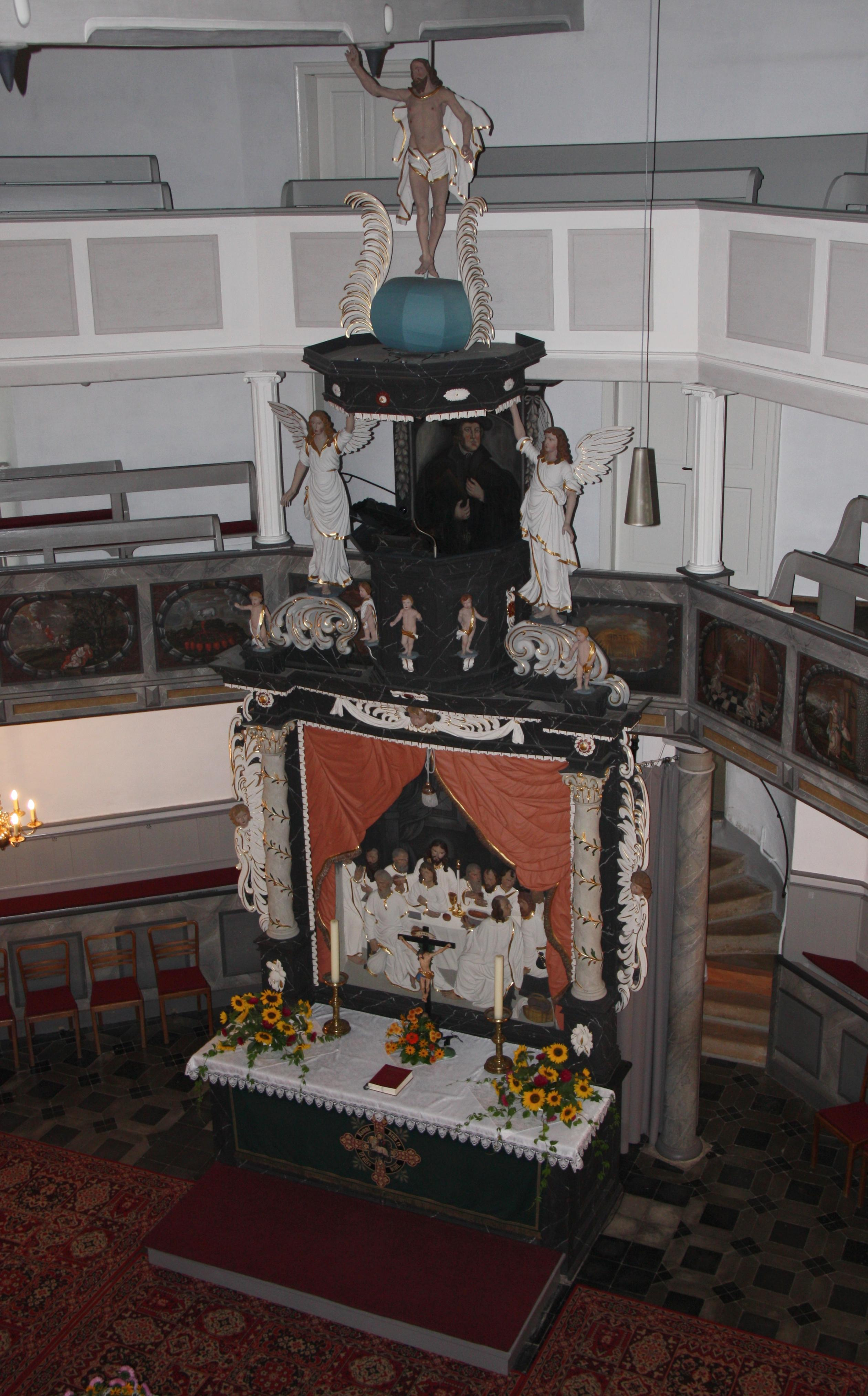
Kanzelaltar

Die evangelisch-lutherische Pfarrkirche zur Ehre Gottes im Ortsteil Bernsbach der Stadt Lauter-Bernsbach ist eine frühbarocke Zentralbaukirche im sächsischen Erzgebirge.

## Geschichte
Bernsbach gehörte zur Pfarrstelle des benachbarten Beierfeld. Die Bemühungen der Einwohner um eine eigene Kirche resultierten 1679 im Baubeginn der Kirche. Für die Errichtung des Gotteshauses waren Gabriel Schütz aus Stollberg, Christian Meißner aus Grünhain und Samuel Göthel aus Bernsbach verantwortlich. Am Sonntag vor Michaelis 1681 wurde die Kirche trotz des vorangegangenen Pestjahres geweiht. Nach einer Erneuerung 1881 wurde der Innenraum 1910 im Jugendstil ausgemalt. 1962/63 wurde die Kirche innen, 1981 und 1986 außen renoviert.

## Architektur
Mit ihrem Grundriss, einem gestreckten Achteck, steht die Kirche am Anfang einer Reihe sächsischer Barock-Zentralbauten. Auf dem steilen, gaubenbesetzten Walmdach des verputzten Bruchsteinbaus mit schmalen Rundbogenfenstern befindet sich ein achteckiger, schieferverkleideter Dachreiter mit Haube. Im südlich übergiebelten Anbau befinden sich eine kleine Eingangshalle und Emporenzugänge von 1881. Die Sakristei befindet sich an der Ostseite.

## Innenraum
Die flache Holzdecke des Saals ist durch Zierleisten in Felder geteilt, der Unterzug mit Schiffskehlen und Zapfen gefertigt. Die untere der umlaufenden zweigeschossigen Emporen und die weit nach vorne gewölbte Orgelempore mit Musikantenengeln, die von einer kannelierten Säule getragen wird, stammen aus der Erbauungszeit der Kirche. Die obere Empore wurde 1881 eingebaut. Die Brüstungsbemalung Johann Georg Böttigers aus Neudorf von 1681 wurde 1962/63 freigelegt und, teilweise ergänzt, wiederhergestellt. Sie stellt 28 Szenen aus dem Leben Christi von der Verkündigung bis zum Pfingstwunder dar.
Das große Holzrelief des vielfigurigen Kanzelaltars Andreas Petzoldts aus Schneeberg von 1681 stellt das Abendmahl dar und ist mit seitlichen Engelsflügeln versehen. Der fünfseitige Kanzelkorb befindet sich auf einem von zwei blattwerkumwunden Säulen getragenen Gesims und wird von zwei stehenden Engelsfiguren flankiert, die den Schalldeckel halten, auf dem sich eine Freifigur des Auferstandenen befindet. Das Gesims und die Brüstung der Kanzel sind mit fünf Engeln versehen, die Kanzeltür mit einer ganzfigürlichen Bildnis Martin Luthers.
Fuß und Kuppa der neugotischen Taufe A. Heskys aus Waldenburg sind aus hellem Sandstein gefertigt, der Ständer aus rotem Porphyr. Das große barocke Kruzifix an der Orgelempore entstand vermutlich zur Bauzeit der Kirche.
Die beiden Schiefergrabplatten mit plastischen Engelsfiguren, Krone und stark verwitterten Inschriftfeldern stammen vom Anfang des 18. Jahrhunderts.
Orgel

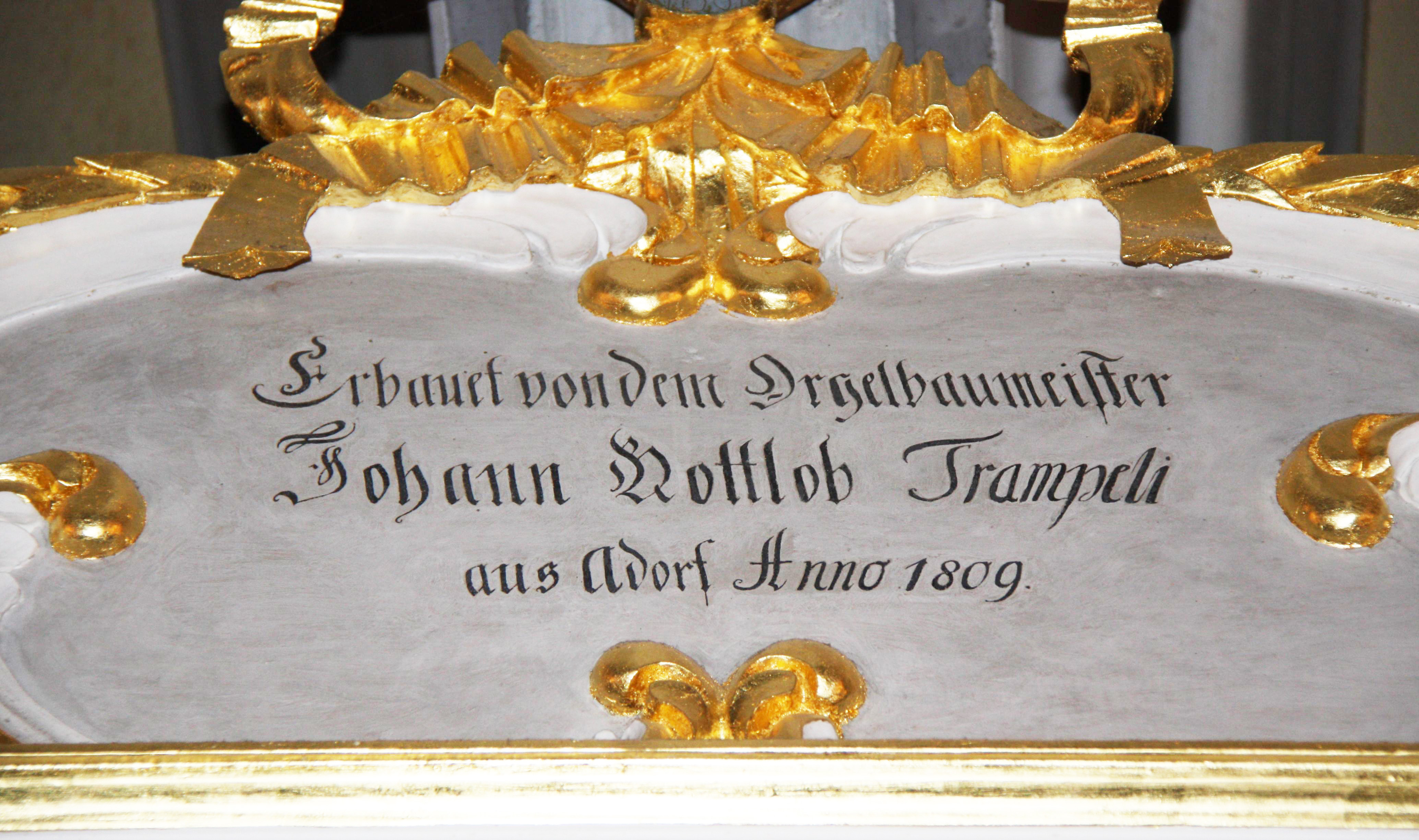
Detail an der von Johann Gottlob Trampeli erbauten Orgel

Die Jahn-Orgel wurde 1908 in den erweiterten Prospekt der Trampeli-Orgel von 1809 eingebaut. 1999 wurde das Orgelwerk entfernt und ein neues Werk mit 18 klingenden Registern, zwei Vorabzügen und drei Transmissionen von der Orgelbaufirma Wünning eingebaut.
| I Hauptwerk C– |                      |       |
| 1.             | Bordun               | 16′   |
| 2.             | Principal            | 8′    |
| 3.             | Rohrflöte            | 8′    |
| 4.             | Octave               | 4′    |
| 5.             | Spitzflöte           | 4′    |
| 6.             | Nasat                | 2 ⁄3′ |
|                | Octave (vorab Nr. 7) | 2′    |
| 7.             | Mixtur IV–V          |       |
| 8.             | Trompete             | 8′    |
|                | Tremulant            |       |

| II Brustwerk C– |                        |    |
| 9.              | Gedackt                | 8′ |
| 10.             | Principal              | 4′ |
| 11.             | Koppelflöte            | 4′ |
| 12.             | Gemshorn               | 2′ |
| 13.             | Sesquialtera II        |    |
|                 | Octävlein (aus Nr. 14) | 1′ |
| 14.             | Scharff III–IV         |    |
| 15.             | Vox humana             | 8′ |
|                 | Tremulant              |    |

| Pedalwerk C– |                     |     |
| 16.          | Subbaß              | 16′ |
| 17.          | Principalbaß        | 8′  |
|              | Rohrflöte (= Nr. 3) | 8′  |
|              | Choralbaß (= Nr. 4) | 4′  |
| 18.          | Fagott              | 16′ |
|              | Trompete (= Nr. 9)  | 8′  |

- Koppeln: II/I, I/P, II/P